# Vittorio Marsiglia
Vittorio Marsiglia (Benevento, 8 febbraio 1943) è un attore italiano.

## Biografia
Ha partecipato a diversi programmi televisivi come Il pranzo è servito, anche se artisticamente è nato come attore teatrale. Vittorio Marsiglia nasce a Benevento dove inizia la sua carriera artistica come leader di un complesso, gli Albatros, partecipa al Festival di Napoli con Aurelio Fierro e come autore di Casanova '70, pezzo eseguito da Oreste Lionello; passa in seguito al teatro, nel 1973, con lo spettacolo Isso, essa e 'o malamente per la regia di Giancarlo Nicotra; lavora poi con Aldo Fabrizi nel varietà del 1974 Baci, promesse, carezze, lusinghe, illusioni; con Aldo e Carlo Giuffré nella Francesca da Rimini; e con Gino Bramieri in Pardon monsieur Molière.
Ai testi di alcuni suoi spettacoli collaborano, tra gli altri, Bruno Corbucci, Enrico Vaime e Romolo Siena.
In televisione lavora con Corrado ne Il pranzo è servito, partecipa a varie Domenica in prima con lo stesso Corrado, poi con Mara Venier e Pippo Baudo, con Renzo Arbore in Caro Totò ti voglio presentare, in Grand hotel con Gigi e Andrea, a Ieri Goggi e domani con Loretta Goggi, e al Maurizio Costanzo Show. Al cinema ha lavorato con Nino Manfredi, Luciano De Crescenzo, Anthony Quinn.

Il conduttore Corrado, Marsiglia e la valletta Cinzia Petrini, il cast del programma TV Il pranzo è servito nella seconda metà degli anni 1980.

Non abbandona però la musica, infatti in tutti i suoi spettacoli la musica è protagonista o comunque di sottofondo, ma soprattutto è l'unico e l'ultimo interprete delle “Macchiette”, fiore all'occhiello di indimenticabili artisti del Novecento, genere completamente dimenticato, che impone la bravura di Marsiglia quale Moderna Macchietta, in grado di riprodurre antiche sapienze e furbizie comiche, pur con un minimo di distanziamento e moderna ironia. Ha inciso vari CD e un DVD dal titolo Chi sono, cosa faccio, dove vado prodotto da Renzo Arbore. Ha inoltre partecipato a tre edizioni di MilleVoci di Gianni Turco, con nuove e vecchie canzoni umoristiche.

## Filmografia

### Cinema
- Farfallon, regia di Riccardo Pazzaglia (1974)
- Io zombo, tu zombi, lei zomba, regia di Nello Rossati (1979)
- Café Express, regia di Nanni Loy (1980)
- Core mio, regia di Stefano Calanchi (1982)
- Paulo Roberto Cotechiño centravanti di sfondamento, regia di Nando Cicero (1983)
- Così parlò Bellavista, regia di Luciano De Crescenzo (1984)
- Mario il mago, regia di Tamas Almasi (2007)
- Che strano chiamarsi Federico, regia di Ettore Scola (2013)

### Televisione
- Aeroporto internazionale – serie TV (1985)
- Ferragosto OK, regia di Sergio Martino – film TV (1986)
- Il mago, regia Ezio Pascucci – film TV (1990)

## Teatro
- Isso, essa, e 'o malamente di A. Fusco - C. Iannuzzi - V. Marsiglia regia G. Nicotra anno 1973
- Cafè chantant di Castaldo e Faele anno 1974
- Baci, promesse, lusinghe, illusioni con Aldo Fabrizi anno 1976
- Francesca da Rimini con Aldo e Carlo Giuffré anno 1977
- Pardon monsieur Molière di Garinei e Giovannini con G. Bramieri anno 1984
- È arrivato Nicola Carota regia Romolo Siena anno 1987
- Canzonando di V. Marsiglia con Luana Ravegnini anno 1994
- Ragioniè voi dovete ragionà di Corbucci - Marsiglia con Stefania Orlando regia di Bruno Corbucci anno 1996
- Il marito della nipote dello zio di E. Vaime - V. Marsiglia anno 1998
- È successo tutto in un'ora di V. Marsiglia - I. Ormanni - L. Turbacci anno 1999
- Caso sospetto in via Belvedere di V. Marsiglia - V. Magno - S. Di Giorgio anno 2001
- Sotto chiave di E. Avolio - G. Di Stasio - V. Marsiglia anno 2002
- Sapore di Marsiglia di Magno - Malorni - Marsiglia anno 2004
- Che situazione!!? di Di Stasio - Marsiglia - Bastolla anno 2005
- Chi sono, cosa faccio, dove vado di M. Perrella - G. Di Stasio - V. Marsiglia - G. Meloni anno 2005
- Non complichiamoci la vita di G. Verde - G. Rivieccio anno 2007
- Arezzo 29... in tre minuti di G. Di Maio anno 2009
- Intrigo al Caravan Petrol di G. Rivieccio anno 2010

## Programmi televisivi
- Concerto per Napoli
- Teatrino di Napoli e intorni
- Tarantinella con Nino Taranto e Miranda Martino
- Ma poi, in fondo tutto sommato...o no regia G. Nicotra
- Quindici minuti con
- Dipende da te...e non dai Tre
- Domenica in (Rai 1)
- Fresco fresco di Osvaldo Bevilacqua
- Super sera di Dino Verde con Alida Chelli e Pietro De Vico
- Grand Hotel con Gigi e Andrea
- Il pranzo è servito con Corrado
- Il principe azzurro con Raffaella Carrà
- Ieri Goggi e domani con Loretta Goggi regia Gianni Brezza
- Viva Napoli con Mike Bongiorno
- Mezzanotte e dintorni con Gigi Marzullo
- Caro Totò, ti voglio presentare... con Renzo Arbore
- Tappeto Volante con Luciano Rispoli
- Uno mattina (Rai 1)
- Maurizio Costanzo show
- Telesogno
- Paperissima (Canale 5)
- Gli ambasciatori del Regno di Napoli di Dino Verde
- Giorno dopo giorno con Pippo Baudo
- Domenica in con Pippo Baudo
- Cinematografo con Gigi Marzullo
- Cominciamo bene con Fabrizio Frizzi
- Effetto sabato con Luca Calvani e Lorella Landi
- Scherzi a parte (Canale 5, 2012)

## Discografia parziale

### 33 giri
- 1976: 12 "Macchiette" 12 (Storm, ZSL TM 55451)
- 1983: Oj llocco, oj (Storm, ZSL TM 55482)

### 45 giri
- 1968: 'O timido/Anema mia (Viemme, VE 200)
- 1971: La sorella di Sasà/Canzone pettegola (Edibi, EDB 11085)
- 1975: E non sta bene/I due gemelli (Storm, ZTM 50486)
- 1975: 2 miliardi di felicità (Forza Napoli)/Toro seduto (Storm, ZTM 50488)
- 1978: Nennè/Impossibilmente mia (Storm, ZTM 50504)
- 1979: L'impiegato/Chiarina mia (Storm, GR 732)

### CD
- 1996: E non sta bene (Bideri)